# Bert Bell Award
Der Bert Bell Award wird jährlich an den besten professionellen American-Football-Spieler vergeben. Vergeben wird der Preis durch den Maxwell Football Club – einem Verein, der 1935 gegründet wurde und der sich zur Aufgabe gemacht hat die Sicherheit im Footballsport zu erhöhen. Gründer des Clubs war der Gründer und ehemalige Mitbesitzer der Philadelphia Eagles Bert Bell. Bell war von 1946 bis 1959 auch der Geschäftsführer der National Football League (NFL). Derzeitige Vorsitzender des Vereins ist der ehemalige Quarterback der Eagles und Gewinner des Preises Ron Jaworski. Der Preis wird unabhängig zum NFL Most Valuable Player Award verliehen.

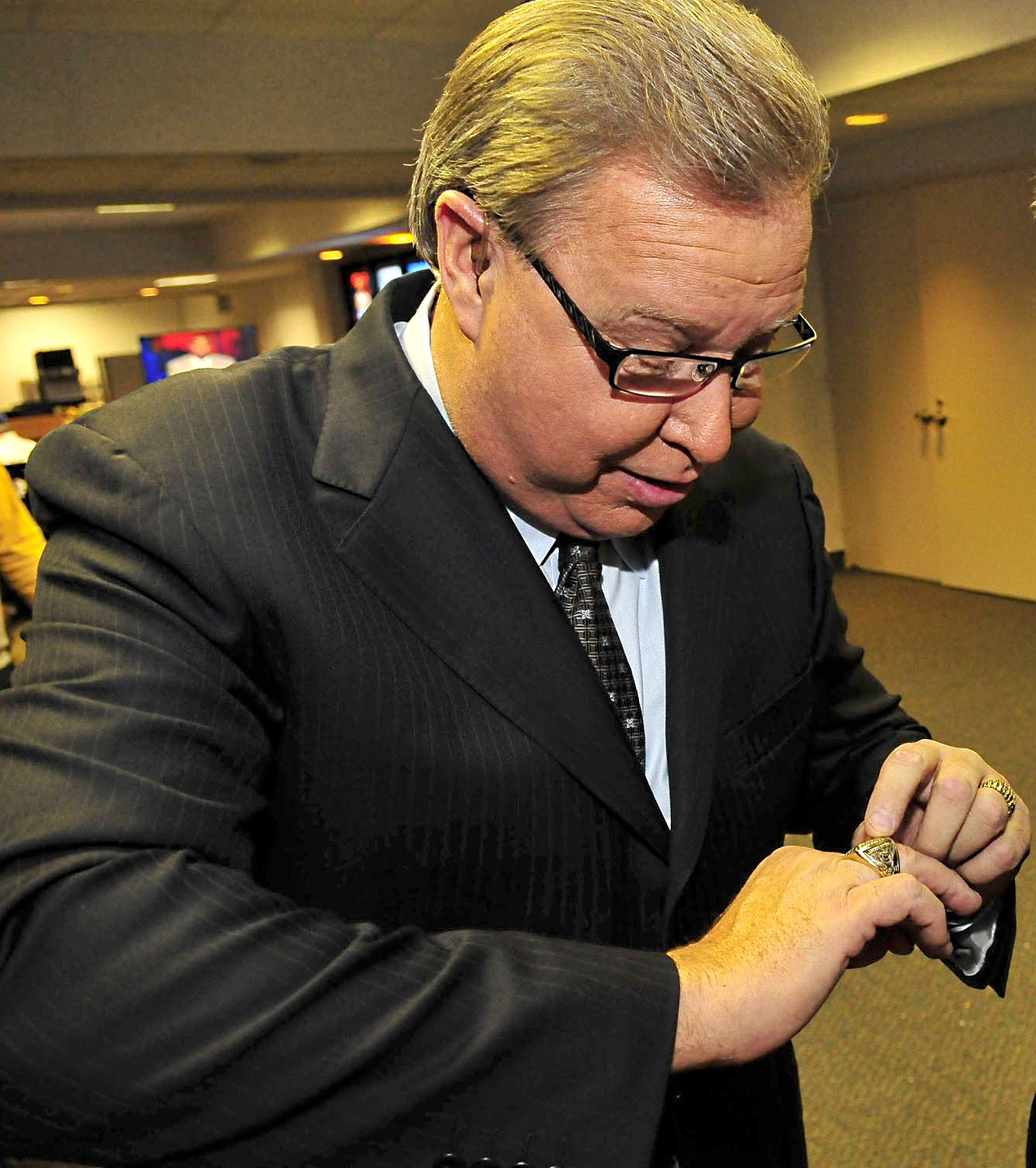
Ron Jaworski

## Wahlberechtigt
Gewählt wird der Spieler durch die NFL-Teambesitzer, durch die Trainer der Mannschaften, durch Medienvertreter und durch die Mitglieder das Maxwell Football Club. Bisher wurden 59 Spieler gewählt. Rekordhalter sind Johnny Unitas, Randall Cunningham und Peyton Manning, die den Preis dreimal gewinnen konnten.

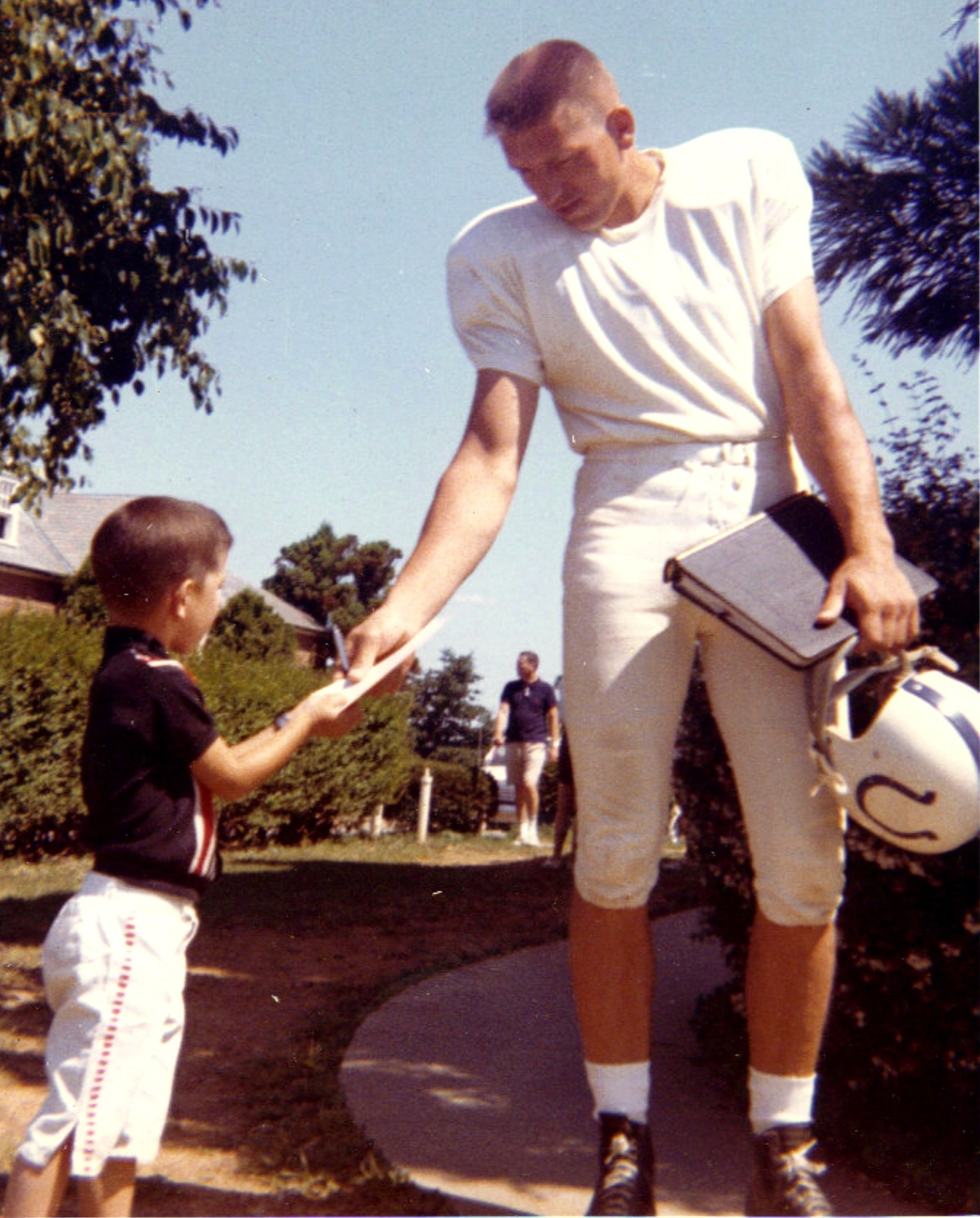
Johnny Unitas

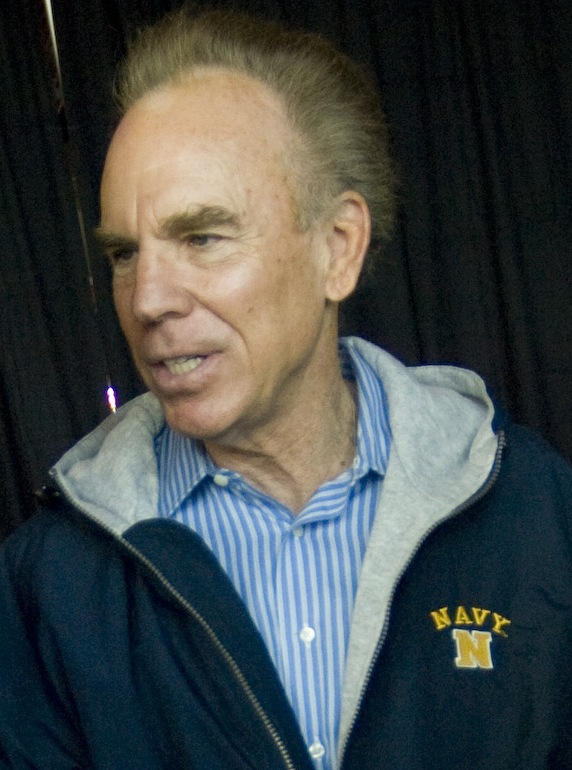
Roger Staubach

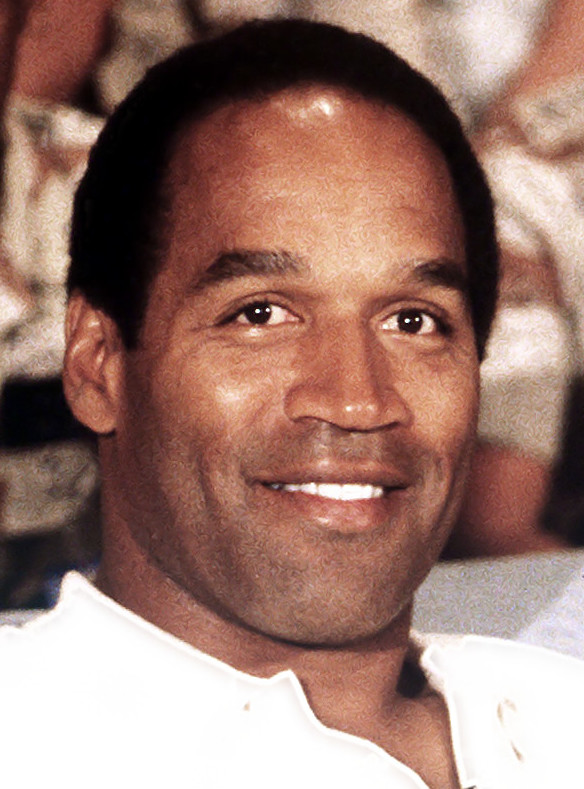
O. J. Simpson

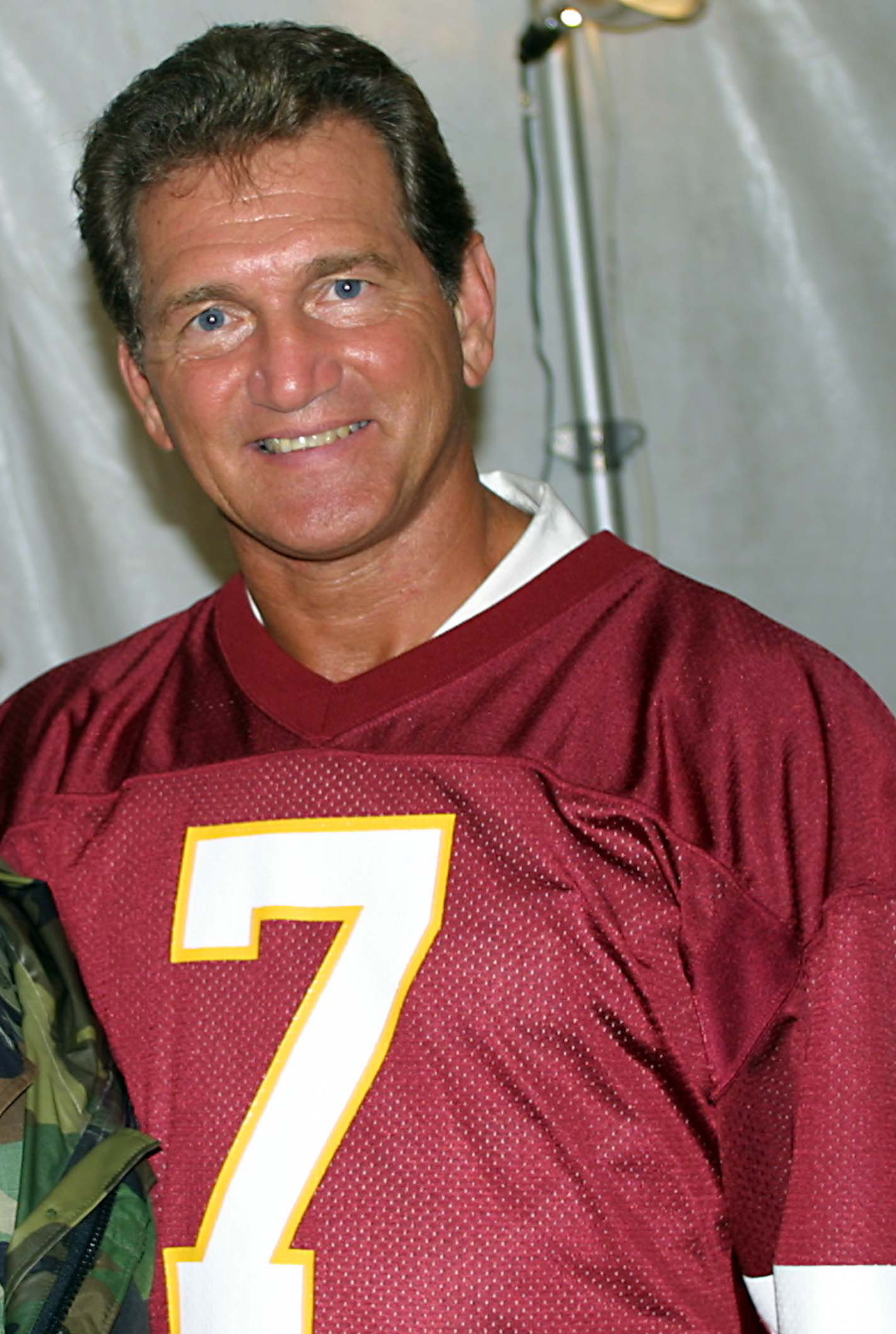
Joe Theismann

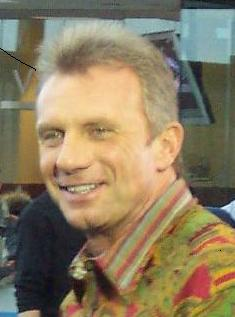
Joe Montana

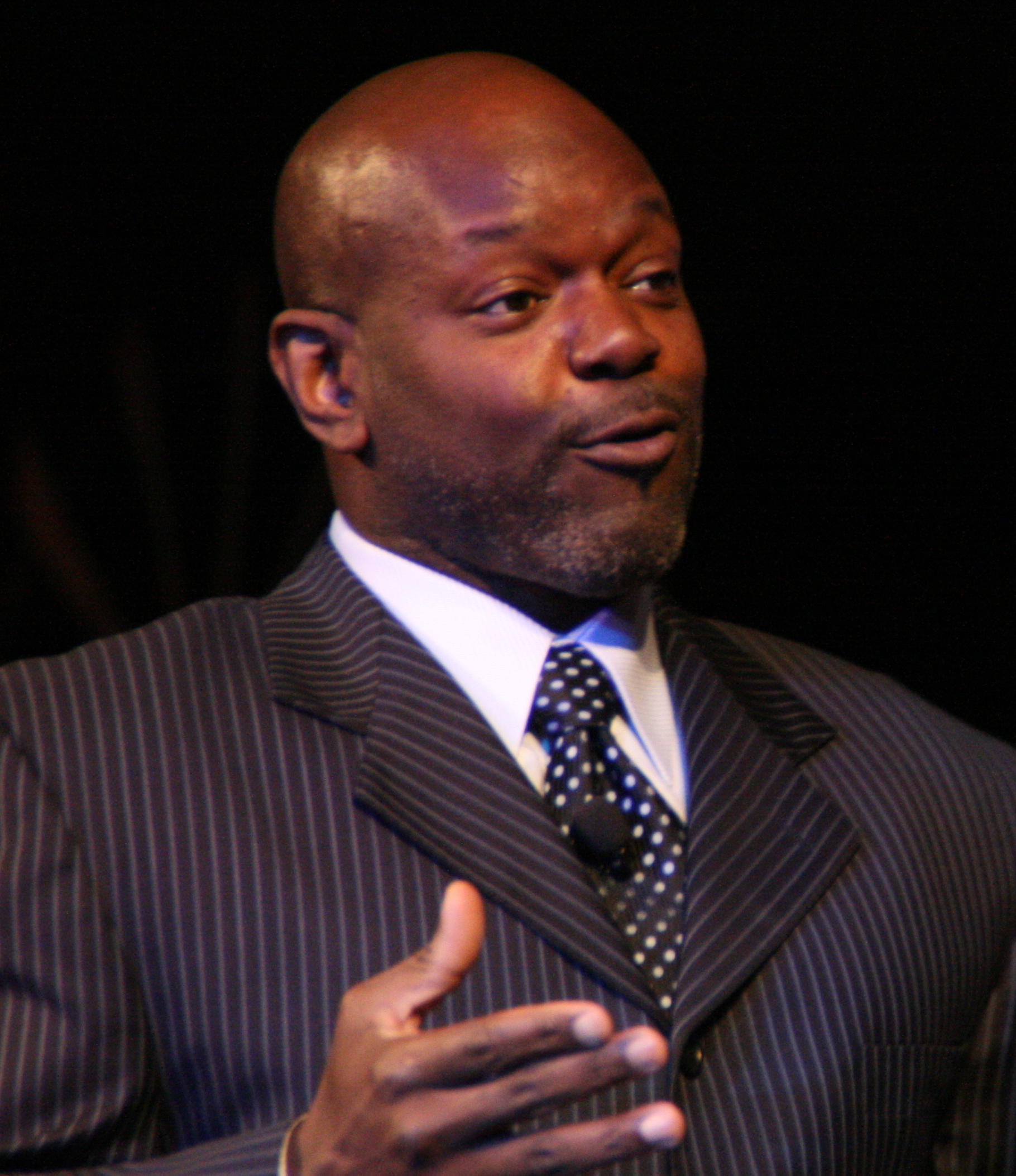
Emmitt Smith

## Gewinner
| Jahr | Spieler                     | Mannschaft                  |
| ---- | --------------------------- | --------------------------- |
| 1959 | Johnny Unitas               | Baltimore Colts             |
| 1960 | Norm Van Brocklin           | Philadelphia Eagles         |
| 1961 | Paul Hornung                | Green Bay Packers           |
| 1962 | Andy Robustelli             | New York Giants             |
| 1963 | Jim Brown                   | Cleveland Browns            |
| 1964 | Johnny Unitas               | Baltimore Colts             |
| 1965 | Pete Retzlaff               | Philadelphia Eagles         |
| 1966 | Don Meredith                | Dallas Cowboys              |
| 1967 | Johnny Unitas               | Baltimore Colts             |
| 1968 | Leroy Kelly                 | Cleveland Browns            |
| 1969 | Roman Gabriel               | Los Angeles Rams            |
| 1970 | George Blanda               | Oakland Raiders             |
| 1971 | Roger Staubach              | Dallas Cowboys              |
| 1972 | Larry Brown                 | Washington Redskins         |
| 1973 | O.J. Simpson                | Buffalo Bills               |
| 1974 | Merlin Olsen                | Los Angeles Rams            |
| 1975 | Fran Tarkenton              | Minnesota Vikings           |
| 1976 | Ken Stabler                 | Oakland Raiders             |
| 1977 | Bob Griese                  | Miami Dolphins              |
| 1978 | Terry Bradshaw              | Pittsburgh Steelers         |
| 1979 | Earl Campbell               | Houston Oilers              |
| 1980 | Ron Jaworski                | Philadelphia Eagles         |
| 1981 | Ken Anderson                | Cincinnati Bengals          |
| 1982 | Joe Theismann               | Washington Redskins         |
| 1983 | John Riggins                | Washington Redskins         |
| 1984 | Dan Marino                  | Miami Dolphins              |
| 1985 | Walter Payton               | Chicago Bears               |
| 1986 | Lawrence Taylor             | New York Giants             |
| 1987 | Jerry Rice                  | San Francisco 49ers         |
| 1988 | Randall Cunningham          | Philadelphia Eagles         |
| 1989 | Joe Montana                 | San Francisco 49ers         |
| 1990 | Randall Cunningham          | Philadelphia Eagles         |
| 1991 | Barry Sanders               | Detroit Lions               |
| 1992 | Steve Young                 | San Francisco 49ers         |
| 1993 | Emmitt Smith                | Dallas Cowboys              |
| 1994 | Steve Young                 | San Francisco 49ers         |
| 1995 | Brett Favre                 | Green Bay Packers           |
| 1996 | Brett Favre                 | Green Bay Packers           |
| 1997 | Barry Sanders               | Detroit Lions               |
| 1998 | Randall Cunningham          | Minnesota Vikings           |
| 1999 | Kurt Warner                 | St. Louis Rams              |
| 2000 | Rich Gannon                 | Oakland Raiders             |
| 2001 | Marshall Faulk              | St. Louis Rams              |
| 2002 | Rich Gannon                 | Oakland Raiders             |
| 2003 | Peyton Manning              | Indianapolis Colts          |
| 2004 | Peyton Manning              | Indianapolis Colts          |
| 2005 | Shaun Alexander             | Seattle Seahawks            |
| 2006 | LaDainian Tomlinson         | San Diego Chargers          |
| 2007 | Tom Brady                   | New England Patriots        |
| 2008 | Adrian Peterson             | Minnesota Vikings           |
| 2009 | Drew Brees                  | New Orleans Saints          |
| 2010 | Michael Vick                | Philadelphia Eagles         |
| 2011 | Aaron Rodgers               | Green Bay Packers           |
| 2012 | Adrian Peterson             | Minnesota Vikings           |
| 2013 | Peyton Manning              | Denver Broncos              |
| 2014 | J. J. Watt                  | Houston Texans              |
| 2015 | Cam Newton                  | Carolina Panthers           |
| 2016 | Matt Ryan                   | Atlanta Falcons             |
| 2017 | Carson Wentz                | Philadelphia Eagles         |
| 2018 | Patrick Mahomes             | Kansas City Chiefs          |
| 2019 | Lamar Jackson               | Baltimore Ravens            |
| 2020 | keine Auszeichnung vergeben | keine Auszeichnung vergeben |
| 2021 | Jonathan Taylor             | Indianapolis Colts          |
| 2022 | Jalen Hurts                 | Philadelphia Eagles         |
| 2023 | Lamar Jackson               | Baltimore Ravens            |

Quelle: Pro Football Reference